# HMS Alisma (K185)
Le HMS Alisma (pennant number : K185) était une corvette de classe Flower qui a servi dans la Royal Navy durant toute la Seconde Guerre mondiale.

## Conception
Au début de la Seconde Guerre mondiale, la Marine nationale française avait besoin de plus de navires pour la lutte anti-sous-marine. Suivant l’exemple de la Royal Navy, elle a passé des commandes auprès de Smith’s Dock à South Bank, Middlesbrough, pour quatre corvettes anti-sous-marine. Par la suite, la Marine nationale a commandé 18 autres navires, qui devaient être construits dans un certain nombre de chantiers navals britanniques et français ; 6 ont été construits par Harland and Wolff à Belfast. La défaite de la France en juin 1940 a apporté un changement radical à ce programme de construction. Les 12 navires de la deuxième commande en construction en Grande-Bretagne ont tous été repris par la Royal Navy et réarmés pour utiliser des munitions britanniques. Toutes ces corvettes ex-françaises ont été renommées et ont reçu des noms de fleurs conformes à la classe Flower,. Ainsi, la corvette portant le numéro de chantier 1096, à l’origine destinée à être lancée sous le nom français de Pertuisane, est devenue le HMS Alisma.

## Engagements
Le HMS Alisma (et le HMS Burdock) portaient un motif de camouflage Dazzle jaune et bleu pour servir dans l’océan Atlantique. La couleur s’est rapidement estompée en service, devenant jaune et blanc cassé,.

### Officiers et équipage
Pendant son service dans la Royal Navy, le HMS Alisma a été commandé par le lieutenant commander par intérim Maurice George Rose, RANVR, du 2 mai 1941 au 1er mai 1943. Rose est remplacé par le lieutenant George Lanning, RANVR, jusqu’au 11 juin 1945. La Royal Australian Naval Volunteer Reserve (RANVR) était une force de réserve volontaire de la Royal Australian Navy.
Rose, en tant que lieutenant, rejoint le bâtiment HMS Erica en construction chez Harland and Wolff à Belfast. Le navire a été mis en service en août 1940. Ayant reçu sa promotion au grade de capitaine de corvette par intérim, avec prise de rang à partir du 4 octobre 1940, l’officier de 38 ans a commencé à songer à avoir son propre commandement. Rose écrivit à l’Amirauté pour l’informer qu’il aimerait être promu, non pas comme commandant d’un chalutier, mais celui d’une des nouvelles corvettes en construction chez Harland and Wolff, avec tous ses officiers étant des réservistes australiens ; il a également demandé que ses spécialistes anti-sous-marins soient australiens. La demande spécifique d’un navire Harland and Wolff lui était venue après qu’une étude des navires construits par divers chantiers l’ait convaincu de la supériorité des bateaux de cette compagnie. Les Lords de l’Amirauté, étonnamment, ont accédé à sa demande lorsque le HMS Alisma a été mis en service le 14 février 1941, sous les ordres de Rose.

### Bataille de l’Atlantique
En 1941, le Western Approaches Command avait formé 8 groupes d’escorte. Le 1er groupe d’escorte se composait de six destroyers et de quatre corvettes de classe Flower. Ils sont bientôt en action avec d’autres groupes entre le 19 juillet et le 1er août 1941, défendant 26 navires marchands du convoi ON 69 contre 8 U-boote et 2 sous-marins italiens.

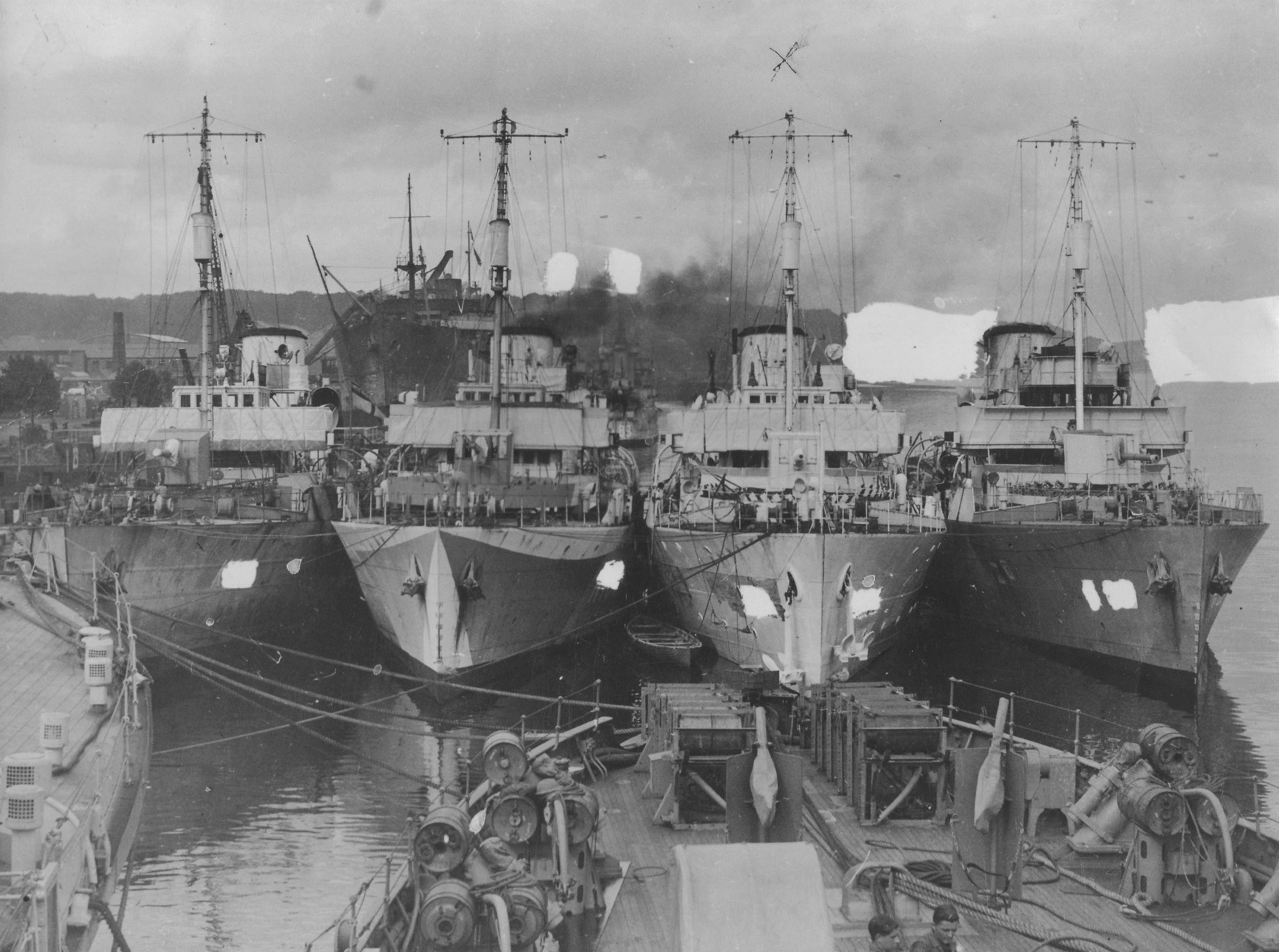
Les corvettes du Groupe B7 amarrées à Londonderry : HMS Alisma, Dianella, Sunflower et Kingcup. Les zones blanches sont les endroits où la censure officielle a masqué des détails sensibles pour la sécurité

En février et mars 1942, les huit groupes d’escorte d’origine ont été réorganisés en la Mid-Ocean Escort Force (MOEF). Le HMS Alisma faisait partie du groupe d’escorte B7, l’un des sept groupes navals britanniques qui ont servi dans la Mid-Ocean Escort Force (MOEF). Il assurait la protection des convois dans la section médiane (la plus dangereuse) de la route de l’Atlantique Nord. Les premières escortes de convois du groupe B7, au printemps 1942, se sont déroulées sans incident, et alors que le rythme de la bataille de l'Atlantique s’accélérait en été et en automne, les convois dont le groupe avait la charge ont été escortés sans perte. Mais en décembre, alors qu’il escortait le convoi ON 153, celui-ci a été attaqué et trois navires ont été coulés. Au cours de cette action, le 11 décembre, le HMS Firedrake (H79) a été torpillé par le sous-marin U-211 et a coulé avec la perte de 168 membres de son équipage, y compris son commandant, et l’officier supérieur d’escorte (SOE) du groupe, le commander Eric Tilden. Initialement, 35 hommes ont survécu au naufrage, mais seulement 27 ont réussi à monter à bord du HMS Sunflower, qui était sous le commandement du lieutenant commander John Treasure Jones
Le groupe B7 a été impliqué dans les batailles pour les convois ONS 20 et ON 206, ON 207 et ON 208, au cours de laquelle neuf sous-marins ont été détruits.

### Bataille de la Méditerranée
De l’automne 1943 à avril 1945, le HMS Alisma est déployé en mer Méditerranée pour escorter les convois KMS et MKS. La série KMS de convois de navires marchands naviguait du Royaume-Uni vers Gibraltar et la Méditerranée à partir d’octobre 1942. La série de convois MKS a remplacé la série HG précédente et allait de la Méditerranée au Royaume-Uni via Gibraltar. La nouvelle série a été introduite après l’opération Torch en octobre 1942 et a fonctionné jusqu’en mai 1945.
Le HMS Alisma retourne ensuite dans l’Atlantique Nord jusqu’à la fin de la guerre, escortant des convois entre Liverpool et New York.

### Après la Seconde Guerre mondiale
Le HMS Alisma a été désarmé le 11 juin 1945 et vendu en 1947. Après avoir été converti en cargo marchand de 724 tonneaux de jauge brute, y compris le remplacement de ses machines à vapeur par des moteurs diesel, il est entré en service en 1949 sous le nom de Laconia pour la Compañia Marítima Mensabe SA, et a été immatriculé au Panama. En 1950, il a été acheté par K. Samartzopoulos du Pirée en Grèce, où il a été enregistré, et rebaptisé Constantinos S. Il a été revendu en 1952 à D. Efthimiou, également du Pirée, et rebaptisé Parnon. Le 16 juillet 1954, il a coulé à la position 40° 09′ N, 13° 12′ E, au sud-ouest de Naples, à la suite d’une voie d'eau lors d’un voyage au départ de Marseille pour Éleusis avec une cargaison de sulfate d'ammonium.